# 山戸貞夫
山戸 貞夫（やまと さだお、1950年 - ）は、上関原子力発電所建設反対運動の中心人物のひとりとして知られる日本の社会活動家。山口県上関町議会議員であるため、地方政治家でもある。

## 経歴
山口県上関町祝島に、農家の長男として生まれ、島根大学農学部を卒業した。松江市の印刷会社に勤務し、労働組合の結成に関わる。
1985年、祝島に帰郷して、上関原子力発電所の建設反対運動に加わり、以降、反原発運動組織「愛郷一心会」や、これを1992年に改組した「上関原発を建てさせない祝島島民の会」会長を、2011年まで務める。
1989年から2007年にかけては、祝島漁協組合長を務めた。
1994年、上関町議会議員に初当選し、以降、断続的に5期町議会議員を務めており、この間の町長選挙にも3度出馬したが、いずれも落選している。
2011年に胃癌が見つかり、闘病中に著書の執筆に取り組む。
2014年に著書『祝島のたたかい：上関原発反対運動史』（岩波書店）が出版され、『都市問題』、『週刊読書人』、『東京新聞』、『中国新聞』などに書評や関連記事が掲載された。

### 選挙歴
- 1994年2月　上関町議会議員初当選
- 1998年2月　上関町議会議員2期目当選
- 2002年2月　上関町議会議員3期目当選
- 2003年4月　上関町長選挙落選
- 2003年10月　上関町長選挙落選（前町長の選挙違反引責辞任による出直し選挙）
- 2006年2月　上関町議会議員4期目当選
- 2011年9月　上関町長選挙落選
- 2014年2月　上関町議会議員5期目当選

## 家族
- 妻の順子は1986年から上関町議を1期務めた。
- 2007年9月の上関町長選挙には長男の山戸孝が立候補、落選した。

## 関連サイト
- 上関原発を建てさせない祝島島民の会からの訴え
- 祝島市場ホームページ
- 祝島フォト情報、神舞の話（英語と日本語）、万葉集の話（英語と日本語）
- 元山口県議会議員小中進公式サイト